# 紀元前42年
紀元前42年（きげんぜん42ねん）。

## 他の紀年法
- 干支 : 己卯
- 日本
  - 崇神天皇56年
  - 皇紀619年
- 中国
  - 前漢 : 永光2年
- 朝鮮
  - 新羅 : 赫居世16年
  - 檀紀2292年
- 仏滅紀元 : 502年
- ユダヤ暦 : 3719年 - 3720年

## できごと

### ローマ
- 10月3日 - ガイウス・カッシウス・ロンギヌスやマルクス・ユニウス・ブルートゥスらとマルクス・アントニウス及びオクタウィアヌスらとの間でフィリッピの戦いが行われ、カッシウスが自害した。
- 10月23日 - 第二次フィリッピの戦いでブルートゥス軍が大敗し、ブルートゥスが自害した。

## 誕生
- 11月16日 - ティベリウス[1]、ローマ皇帝（+ 37年）

## 死去
- 10月3日 - ガイウス・カッシウス・ロンギヌス、ユリウス・カエサルの暗殺者（* 紀元前85年）
- 10月23日 - マルクス・ユニウス・ブルトゥス、ユリウス・カエサルの暗殺者（* 紀元前85年）
- ポルキア・カトニス、ブルトゥスの妻（* 紀元前70年）
- ガイウス・アントニウス、マルクス・アントニウスの弟